# العيون الكوشي
الشيخ العيون الكوشي إمام وخطيب بمسجد «الأندلس» بحي أناسي بمدينة الدار البيضاء. ولد بمدينة آسفي بالمغرب سنة 1967م.
حفظ القرآن وعمره لا يتجاوز تسع سنوات، حصل على بكالوريا شعبة الآداب العصرية. تميز الشيخ بصوت شجي وخاشع في القراءة، وهو من كبار القراء المغاربة للقرآن الكريم برواية ورش عن نافع.
اشتهر القارئ العيون الكوشي بقرائته الخاصة التي يمزج فيها بين الطريقة المشرقية واللكنة المغربية، بدأ مساره في حفظ القرآن الكريم في الرابعة من عمره، وأتم حفظه وهو ابن تسع سنين.
شارك في العديد من المسابقات القرآنية المحلية والدولية، ونال فيها المراتب الأولى.
مارس الإمامة في سن الثامنة عشر، ولا يزال محافظا عليها.
له عديدُ المشاركات الإعلامية والتسجيلات الصوتية للقرآن الكريم برواية ورش عن نافع.

## ولادته
ولد العيون الكوشي بمدينة آسفي المغربية سنة 1967م، وسط عائلة محافظة ومُحِبة للقرآن الكريم وعلومه. 

## تعليمه
تأثر بالكثير من العلماء والشيوخ، وكان لصهره عليه فضل كبير، حيث أخذ بيده وأشرف على تحفيظه القرآن الكريم وفنون التجويد منذ سن مبكرة. بالموازاة مع ذلك، تابع العيون الكوشي تعليمه النظامي بنجاح، إلى أن توقف به قطار المدرسة العمومية في مستوى البكالوريا. 

## مع القرآن
بعد ذلك، تفرغ العيون الكوشي لدراسة القرآن الكريم وقواعد التجويد، وانصبت معظم اهتماماته على هذا المجال، لينجح في وقت وجيز في صقل موهبته وفرض اسمه كواحد من أنجح المقرئين الشباب، وفي هذا الصدد، وُجهت له الدعوات من داخل وخارج المغرب، للمشاركة في المسابقات القرآنية التي تنظمها عدد من المؤسسات والهيئات الوطنية والدولية، فكانت أول مشاركة وطنية له سنة 1979م، فيما شكلت الكويت أول مشاركة دولية له سنة 1981م.

## إمامته
بعد نجاحه في حفظ القرآن وإتقان قواعده، تفرغ العيون الكوشي لمجال الإمامة، فأَمَّ الناس في مدينة آسفي لصلاة التراويح سنة 1982م، ثم أم الناس لصلاة التراويح في الدار البيضاء سنة 1992م، قبل أن يسافر إلى الولايات المتحدة الأمريكية لإمامة المسلمين في المركز الإسلامي بمدينة نيويورك. 

## تلاواته
تلقى العيون الكوشي الكثير من الدعوات لقراءة القرآن الكريم في افتتاح الأنشطة التي تنظمها عدد من المؤسسات الوطنية والدولية.
وقد اشتهر العيون الكوشي عند المغاربة على وجه الخصوص بحلوله كضيف في المسيرة القرآنية الرمضانية بالقناة المغربية الأولى على مدى سنوات، كما عُرف بتسجيلاته الصوتية للقرآن والتي تبثها له بين الفينة والأخرى قنوات عربية وإسلامية أبرزها قناة الفجر الفضائية، وسجل المصحف كاملا برواية ورش في جمهورية مصر العربية بحضور كبار مشايخ الأزهر الشريف.

## وصلات خارجية
- ختمة القارئ برواية ورش.
- مصحف القارئ العيون الكوشي على تي في قرآن.